# Annoisin-Chatelans
Annoisin-Chatelans – miejscowość i gmina we Francji, w regionie Owernia-Rodan-Alpy, w departamencie Isère.
Według danych na rok 1990 gminę zamieszkiwały 412 osoby, a gęstość zaludnienia wynosiła 31 osób/km² (wśród 2880 gmin regionu Rodan-Alpy Annoisin-Chatelans plasuje się na 1224. miejscu pod względem liczby ludności, natomiast pod względem powierzchni na miejscu 889.).